# مرسدس یلنیک
مرسدس یلنیک (انگلیسی: Mercédès Jellinek; ۱۶ سپتامبر ۱۸۸۹ – ۲۳ فوریهٔ ۱۹۲۹) خواننده اهل اتریش بود. بخشی از نام شرکت مرسدس-بنز از نام وی گرفته شده است.